# Austrochorema alpinum
Austrochorema alpinum är en nattsländeart som beskrevs av Arturs Neboiss 1962. Austrochorema alpinum ingår i släktet Austrochorema och familjen Hydrobiosidae. Inga underarter finns listade i Catalogue of Life.